# Arthur Dobbs

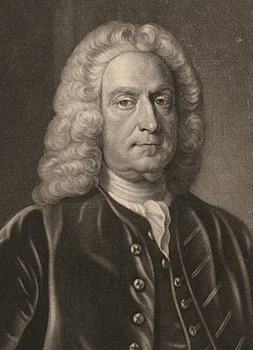
Arthur Dobbs

Arthur Dobbs (* 2. April 1689 im County Antrim, Irland; † 28. März 1765 in Town Creek, Province of North Carolina) war vom 1. November 1754 bis zum 27. Oktober 1764 Gouverneur der britischen Province of North Carolina.
Er war von 1727 bis 1730 Mitglied des irischen Parlaments, Mitbegründer der Royal Dublin Society sowie Amateurbotaniker. Dobbs berichtete als erster von der Existenz der Venusfliegenfalle. Auf sein Betreiben hin konnte Christopher Middleton 1741/1742 eine Expedition zur Suche der Nordwestpassage führen, die jedoch scheiterte.
Dobbs’ Amtszeit als Kolonialgouverneur der Province of North Carolina (1754–1764) war von den Ereignissen des Siebenjährigen Kriegs in Nordamerika überschattet. Er bereiste die Kolonie und ergriff notwendige Verteidigungsmaßnahmen. Ende der 1750er Jahre wurde er in der Kolonie zunehmend unbeliebter. Man warf ihm unter anderem finanzielle Misswirtschaft, eine falsche Indianerpolitik und Versagen beim Niederschlagen eines lokalen Aufstands vor. Es gab daher Bestrebungen, ihn seines Amtes zu entheben. Eine Petition in diesem Sinne wurde an König Georg II. geschickt. Nur der Thronwechsel in London im Oktober 1760 rettete ihn vor der Entlassung. Der neue König Georg III. war mit Dobbs’ Amtsführung einverstanden und hielt ihn im Amt. Erst im Jahr 1764 wurde er durch William Tryon abgelöst. Allerdings weigerte sich Dobbs, sein Amt vor Mai 1765 zu übergeben. Das führte zu weiteren Spannungen. Offiziell war Tryon seit dem 27. Oktober 1764 Gouverneur. Dobbs konnte die von ihm geplante Amtsübergabe im Mai 1765 nicht mehr vollziehen, weil sich die Sache mit seinem Tod am 28. März 1765 von selbst erledigte.